# NXT WarGames (2021)
 (décembre 2021).
La mise en forme du texte ne suit pas les recommandations de Wikipédia : il faut le « wikifier ».
Les points d'amélioration suivants sont les cas les plus fréquents. Le détail des points à revoir est peut-être précisé sur la page de discussion.
- Les titres sont pré-formatés par le logiciel. Ils ne sont ni en capitales, ni en gras.
- Le texte ne doit pas être écrit en capitales (les noms de famille non plus), ni en gras, ni en italique, ni en « petit »…
- Le gras n'est utilisé que pour surligner le titre de l'article dans l'introduction, une seule fois.
- L'italique est rarement utilisé : mots en langue étrangère, titres d'œuvres, noms de bateaux, etc.
- Les citations ne sont pas en italique mais en corps de texte normal. Elles sont entourées par des guillemets français : « et ».
- Les listes à puces sont à éviter, des paragraphes rédigés étant largement préférés. Les tableaux sont à réserver à la présentation de données structurées (résultats, etc.).
- Les appels de note de bas de page (petits chiffres en exposant, introduits par l'outil «  Source ») sont à placer entre la fin de phrase et le point final[comme ça].
- Les liens internes (vers d'autres articles de Wikipédia) sont à choisir avec parcimonie. Créez des liens vers des articles approfondissant le sujet. Les termes génériques sans rapport avec le sujet sont à éviter, ainsi que les répétitions de liens vers un même terme.
- Les liens externes sont à placer uniquement dans une section « Liens externes », à la fin de l'article. Ces liens sont à choisir avec parcimonie suivant les règles définies. Si un lien sert de source à l'article, son insertion dans le texte est à faire par les notes de bas de page.
- La présentation des références doit suivre les conventions bibliographiques. Il est recommandé d'utiliser les modèles {{Ouvrage}}, {{Chapitre}}, {{Article}}, {{Lien web}} et/ou {{Bibliographie}}. Le mode d'édition visuel peut mettre en forme automatiquement les références.
- Insérer une infobox (cadre d'informations à droite) n'est pas obligatoire pour parachever la mise en page.

Pour une aide détaillée, merci de consulter Aide:Wikification.
Si vous pensez que ces points ont été résolus, vous pouvez retirer ce bandeau et améliorer la mise en forme d'un autre article.
NXT WarGames 2021 était le cinquième pay-per-view WarGames produit par la WWE. Il a été organisé exclusivement pour les catcheurs de la division NXT de la promotion. Il a eu lieu le 5 décembre 2021 au WWE Performance Center à Orlando, en Floride. 
Il s'agissait du premier événement WarGames de NXT à ne pas porter le nom NXT TakeOver, car les pay-per-views de 2017 à 2020 portaient le nom de "TakeOver: WarGames" ; ainsi que du premier pay-per-view de NXT après l'arrêt de la série TakeOver, et par la suite du premier événement de NXT à ne pas être promu sous le nom de TakeOver depuis le show Halftime Heat en février 2019. Il s'agissait du premier événement PPV de la marque organisé après sa restructuration en NXT 2.0 en septembre. 
Cinq matchs ont été disputés durant le show, dont deux matchs WarGames. Dans le main event, l'équipe 2.0 (Bron Breakker, le champion nord-américain NXT Carmelo Hayes, Grayson Waller et Tony D'Angelo) a battu l'équipe Black & Gold (le champion NXT Tommaso Ciampa, Johnny Gargano, Pete Dunne et LA Knight) dans un match WarGames. En ouverture du show, Raquel González, Io Shirai, Cora Jade et Kay Lee Ray ont vaincu Dakota Kai et Toxic Attraction (la championne féminine de NXT Mandy Rose et les championnes par équipe féminine NXT Gigi Dolin et Jacy Jayne) dans un autre match WarGames.

## Contexte
Les spectacles de la World Wrestling Entertainment (WWE) sont constitués de matchs aux résultats prédéterminés par les scénaristes de la WWE. Ces rencontres sont justifiées par des storylines – une rivalité avec un catcheur, la plupart du temps – ou par des qualifications survenues dans les shows de la WWE telles que Raw, SmackDown et NXT. Tous les catcheurs possèdent une gimmick, c'est-à-dire qu'ils incarnent un personnage gentil (Face) ou méchant (Heel), qui évolue au fil des rencontres. Un événement comme WarGames est donc un événement tournant pour les différentes storylines en cours,.

## Tableau des matchs
| Ordre par numéros                                                                         | Résultat | Stipulation(s)                                      | Temps |
| ----------------------------------------------------------------------------------------- | --- | --------------------------------------------------- | ----- |
| 1                                                                                         | Cora Jade, Io Shirai, Raquel González et Kay Lee Ray battent Dakota Kai et Toxic Attraction (Mandy Rose, Gigi Dolin et Jacy Jayne)                             | Women's WarGames match                              | 31:22 |
| 2                                                                                         | Imperium (Marcel Barthel et Fabian Aichner) (c) battent Kyle O'Reilly et Von Wagner                                                                            | Tag Team match pour les NXT Tag Team Championship   | 14:53 |
| 3                                                                                         | Cameron Grimes bat Duke Hudson | Hair vs. Hair match                                 | 10:24 |
| 4                                                                                         | Roderick Strong (avec Diamond Mine) (c) bat Joe Gacy (avec Harland)                                                                                            | Match simple pour le NXT Cruiserweight Championship | 8:27  |
| 5                                                                                         | Team 2.0 (Bron Breakker, Carmelo Hayes, Tony D'Angelo et Grayson Waller) battent Team Black and Gold (Tommaso Ciampa, Johnny Gargano, Pete Dunne et LA Knight) | Men's WarGames match                                | 38:11 |
| La lettre C placée entre parenthèses désigne la personne ou l’équipe championne en titre. | |                                                     |       |